# جاك بيي غارلاند
جاك بيي غارلاند (بالإنجليزية: Jack Bee Garland)‏ هو كاتب أمريكي، ولد في 9 ديسمبر 1869 في سان فرانسيسكو في الولايات المتحدة، وتوفي بنفس المكان في 19 سبتمبر 1936.